# Melanoblasto
Los melanoblastos son el linaje de las células de la cresta neural embrionaria (siendo entonces predecesores de los melanocitos). Estas células migran desde la cresta neural a través del ectodermo y la superficie dorsal de los somitas y están relacionados con el proceso de melanogénesis que permite sintetizar la melanina.

### Migración de melanoblastos en embriones humanos
Sucede aproximadamente a las seis semanas, durante este proceso los melanoblastos migran a diversos destinos, entre estos: Iris, coroidea del ojo, oído interno, dermis y epidermis; para posteriormente distribuirse en la región del bulbo piloso, donde persistirán adoptando capacidad de autor renovación derivada de su estado como célula madre.